# Julie Baschet
Julie Baschet est une artiste plasticienne, peintre, illustratrice et bibliothécaire née en 1974. Elle est membre de la secte de l'université de la nature et de l'écologie de la relation de 2005 à 2011. Ex-compagne sous emprise du gourou Gabriel Loison, elle est au départ accusée, puis finalement innocentée et considérée comme une victime de Loison lors des différents procès contre celui-ci.

## Biographie

### Enfance
Julie Baschet nait en 1974. Ses parents sont graphistes. Son grand-père et son père sont tous deux journalistes et ont travaillé pour l’un au journal L’Illustration et pour l’autre aux Editions de l’Illustration. Elle grandit à Vaux-sur-Seine, dans les Yvelines,. Elle a une petite sœur, Mélodie, née en 1976.

### Etudes et débuts dans l'illustration
Elle intègre en 1995 l’École nationale supérieure des arts décoratifs, à Paris. Une fois diplômée, elle participe à l’illustration de plusieurs livres pour enfants.

### L'université de la nature et de l'écologie de la relation

#### La secte
En 1995 (ou 1996,), Gabriel Loison fonde L'Université de la nature, de l'écologie et de la relation, pour succéder aux Jardins de la vie, sur des bases similaires. La pseudo-université se présente comme un collectif de recherche pour former des « Maîtres de santé ». Il recrute de nouveaux adeptes à l'occasion de conférences et de colloques. Il utilise des thématiques écologistes et humanitaires pour attirer des personnes fragilisées. Des filiales sont créées en parallèle, comme La Maison des Arômes ou La Casa de la Humanidad. Le groupe compte jusqu'à 200 adeptes. Les adeptes ne connaissent pas son nom de famille, et se contentent de l'appeler Gabriel.

#### Recrutement et implication dans la secte (2005)
Julie Baschet est recrutée pendant une période de fragilité personnelle, en 2005, lors d'un stage au Maroc. Elle a alors 31 ans et Loison 65 ans. Son basculement total prend trois semaines,. Elle subit du love bombing puis un lavage de cerveau. Pendant un stage, elle subit un jeûne particulièrement éprouvant et dangereux. Elle devient rapidement sa compagne et « un agent d'exécution ». Elle réalise avec le recul qu'elle devient également l'esclave sexuelle de Loison pendant cinq ans,.

#### Agressions sexuelles sur mineures
Gabriel Loison profite de son pouvoir pour sexualiser de très jeunes filles, qu'il nomme « femmes pionniers ». Dans le système de Loison, la majorité sexuelle débute en effet dès 14 ans. Lors d'un des stages, en 2010, une jeune fille de 13 ans originaire de Saint-Nazaire, en stage avec ses parents, subit des attouchements sexuels puis des viols.

#### Plaintes, enquête et justice
En décembre 2010, les grands-parents de la jeune fille de Saint Nazaire déposent plainte contre Loison.
Le 4 janvier, le parquet de Saint-Nazaire est saisi de l'affaire, confiée à l'Office central pour la répression des violences aux personnes. Le dossier est ensuite transféré au pôle d'instruction de Nantes. Ce dernier ouvre une information judiciaire le 17 mars 2011 et lance un mandat d'arrêt international. La Miviludes coordonne l'action.
Gabriel Loison et Julie Baschet, sont interpellés par la garde civile à Jaca, en Espagne le 26 mars 2011.
La jeune femme, sous emprise, se désolidarise finalement de Loison pendant une garde à vue le 25 janvier 2012. Un policier de la Cellule d'assistance et d'intervention en matière de dérives sectaires parvient à la faire débuter une sortie de l'emprise.

#### Condamnation de Gabriel Loison à dix ans de réclusion et acquittement de Julie Bachet (2014)
En janvier 2014, Loison est condamné en première instance par la cour d'assises de Loire-Atlantique à 10 ans de réclusion pour des faits notamment de viols, agressions sexuelles ou encore corruption de mineure. Julie Baschet se retrouve également en détention en maison d’arrêt. Elle est mise en examen. L’instruction du dossier par les policiers de la Cellule d’assistance et d’intervention en matière de dérives sectaires (Caimades) cherche à déterminer si elle doit être « dans le box des accusés » ou au contraire considérée victime d'emprise mentale. En janvier 2014, son avocat Olivier Morice obtient son acquittement, contre l’avis du Parquet, en démontrant qu’elle avait agi sous sa contrainte du fait de l’emprise mentale qu’il avait sur elle. Le Parquet Général fait appel et il obtient à nouveau l'acquittement de sa cliente en septembre 2017. Cette décision est saluée comme une avancée importante dans la prise en considération de la contrainte morale en matière d'emprise mentale à caractère sectaire. La déprise totale de Julie Baschet a pris dix ans.

#### Témoignage
Julie baschet témoigne depuis 2023 de son expérience au sein de la secte. On l'entend notamment dans Adeptes, de l'emprise à la déprise de Karine Dusfour, sur Arte,,. Elle est l'invitée de Sonia Devillers, sur France Inter, le 21 juin 2023,. Elle intervient également sur le podcast La Moitié du gourou (4 épisodes), de Manon Prigent, Arte Radio, mis en ligne le 1er février 2024. Un livre est également en préparation.

## Vie artistique et professionnelle
Elle peint, illustre. Elle travaille notamment en collaboration avec sa sœur, Mélodie, également plasticienne. Leur pseudonyme commun est Jumel, contraction de leurs deux débuts de prénoms. Elle est également bibliothécaire dans la ville de Vaux-sur-Seine.

## Publications
Elle a publié plusieurs ouvrages,, dont :

### En tant qu'illustratrice
- Jarzaban et le tyran de François David (2002)
- Ma vie, ça n'est pas de la tarte ! de Jo Hoestlandt (2002)
- Le petit monde (2001)
- Gabriel a peur de ne pas y arriver de Clara Le Picard, 2002
- Marguerite veut un papa de Clara Le Picard, 2001
- Léopoldine a des parents de coeur de Clara Le Picard, 2001
- Noël et Léon ne se ressemblent pas de Clara Le Picarde, 2001

### En tant qu'autrice
- Julie BASCHET, « Réforme territoriale et lecture publique en Île-de-France : journée d’étude ABF Paris-ABF Île-de-France – 19/11/2015 », Bulletin des bibliothèques de France (BBF), 2016, no 7[34]

### Documentaires télévisés
- Adeptes, de l'emprise à la déprise, de Karine Dusfour, sur Arte, 55 min, 2023[27],[28],[29]
- Gourou New Age : Les Étranges Méthodes d'un Guérisseur, Nicolas Deliez 2021[35]
- « Le gourou Gabriel » dans l'émission Présumé Innocent, épisode 12 sur Direct 8, réalisé par Elisa Jadot et Stéphanie Coudurier, 55min, 2011[36],[37].

### Émissions de radio
- Julie Baschet : sortir de l'enfer d'une secte - L'invité de Sonia Devillers, France Inter, 21 juin 2023[10],[30]
- "Adeptes, de l'emprise à la déprise" : Karine Dusfour est l'invitée de Culture médias, présenté par Philippe Vandel, 19 juin 2023[38]
- La Moitié du gourou (4 épisodes), de Manon Prigent, Arte Radio, mis en ligne le 1er février 2024[31]